# لاکتوفن
لاکتوفن (به انگلیسی: Lactofen) یک ترکیب شیمیایی است. شکل ظاهری این ترکیب، جامد بلوری سفید است.